# Argument z następstw sztucznej kontroli urodzeń
Argument z następstw sztucznej kontroli urodzeń – jeden z argumentów przeciwko metodom antykoncepcji. Wedle Szewczyka stosują go praktycznie wszyscy sprzeciwiający się antykoncepcji, obecny jest między innymi w nauczaniu Kościoła katolickiego.
W dokumentach Kościoła katolickiego argument ten przedstawia encyklika papieża Pawła VI Humanae vitae. Prezentuje ona jednak głównie argument z prawa naturalnego, podczas gdy argument z następstw odgrywa w niej jedynie rolę pomocniczą. Jednak z drugiej strony wysnuwane przy jego pomocy wnioski są szersze od tych osiąganych dzięki argumentowi z prawa naturalnego, który ukazywać ma głównie moralną niegodziwość sztucznej kontroli urodzeń. Argument z następstw służy do ukazywania również negatywnych efektów antykoncepcji w wymiarze biologicznym, psychologicznym i społecznym.

## Postać argumentu
We wspomnianej encyklice Paweł VI wylicza pewne niekorzystne następstwa stosowania antykoncepcji. W opinii papieża promuje ona niewierność, sprzyja ogólnemu upadkowi obyczajów, sprzyja utracie szacunku do kobiet, a nawet ich redukcji, sprowadzania do przedmiotu mającego zaspokajać żądze erotyczne mężczyzn. Ponadto ma ona stanowić sposób ingerencji władz państwowych w prywatność małżonków, o ile jest przez te władze propagowana. Prócz tego sztucznym metodom regulacji urodzeń przypisuje się zanik więzi pomiędzy małżonkami.
Przeciwnicy antykoncepcji podają również długą listę działań niepożądanych, które przypisują jej stosowaniu:
- spadek popędu płciowego
- nadciśnienie tętnicze
- zaburzenia depresyjne
- nudności i wymioty
- przyrost masy ciała
- hirsutyzm
- krwawienia z dróg rodnych pomiędzy miesiączkami
- przewlekłe stany zapalne
- zmiany rozrostowe, stany przednowotworowe, nowotwory złośliwe, w tym rak sutka, rak szyjki macicy
- wylewy w ośrodkowym układzie nerwowym, zmiany zakrzepowe, zator
- choroba wieńcowa
- zawał mięśnia sercowego
- choroby wątroby
- zmiany skórne w związku z chorobami wątroby

Przeciwnicy sztucznych metod regulacji urodzeń starają się tym samym wykazać przewagę naturalnego planowania rodziny, jako pozbawionego szkodliwych następstw metod sztucznych.

## Krytyka

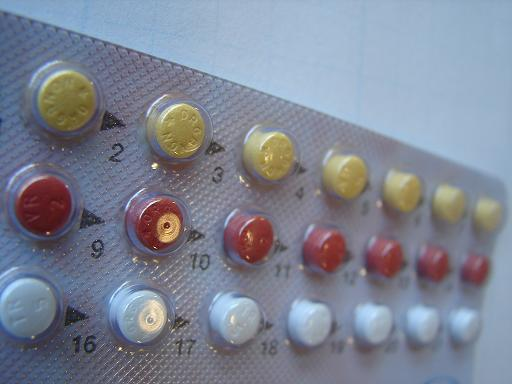
Argument traktuje o skutkach antykoncepcji. Na zdjęciu pigułki trójfazowe.

Krytycy podanego wyżej argumentu zarzucają jego protagonistom interpretowanie wyników badań naukowych tak, by sprzyjały określonemu światopoglądowi. Przedstawiają oni wyniki innych badań, z których wynika z kolei, że naturalne planowanie rodziny powinno zostać zastąpione poprzez metody antykoncepcyjne. Podają oni wyniki badań, z których wynika stosunkowo niewielkie ryzyko konkretnych działań niepożądanych.
Współczesna ginekologia wymienia metody naturalne jako jedną z 7 grup dostępnych metod antykoncepcji. Ogranicza jej stosowalność jedynie do kobiet o stabilnym trybie życia, regularnych cyklach miesiączkowych, wyklucza też osoby z infekcjami, zarówno ogólnymi, jak i pochwy. Jako główne powody stosowania tej grupy metod podaje światopogląd i religię.
Krytycy ‘argumentu z następstwa’ podkreślają wewnętrzne sprzeczności i paradoksy  , do których prowadzi m.in. rozróżnianie pomiędzy następstwami „naturalnych” i „sztucznych” metod antykoncepcji. Ultymatywną konsekwencją stosowania każdej z obydwu grup metod jest pozbawienie stosunku płciowego jego głównej biologicznej funkcji (czyli produkcji jak największej ilości jak najlepszego potomstwa). Z tego punktu widzenia obydwie metody są równie nienaturalne (na tej samej podstawie opierać się może także krytyka 'argumentu z prawa naturalnego'). Semantyczne problemy tej natury spowodowały, że WHO zaleca stosowanie nazwy ‘metody rozpoznawania płodności’ (fertility awareness-based methods) zamiast ‘naturalne metody regulacji narodzin’ .
Kolejny paradoks stosowania ‘argumentu z następstwa’ podnosi prof. Uta Ranke-Heineman: "O ile stosowanie pigułki przez żonę zamienia męża w rozpustnika, o tyle jej nieprzyjmowanie powoduje, że mąż zachowuje się cnotliwie i wstrzemięźliwie [...] Zależnie od tego czy kobieta stosuje pigułkę antykoncepcyjną, mąż staje się bestią lub aniołem".

Krytycy podkreślają obłudę ‘argumentu z następstwa’, wynikającą z przedstawiania negatywnych konsekwencji antykoncepcji i jednocześnie ignorowania negatywnych konsekwencji zakazu stosowania antykoncepcji. Bertrand Russell pisze: 

Przypuśćmy, że w naszym dzisiejszym świecie niedoświadczona dziewczyna poślubi syfilityka. W tym przypadku Kościół katolicki powiada: „Sakrament małżeństwa jest nierozerwalny. Jesteście złączeni na całe życie” - i kobiecie tej nie wolno używać żadnych środków, aby uniknąć wydania na świat syfilitycznych dzieci. Takie jest stanowisko Kościoła katolickiego. Twierdzę, że jest to szatańskie okrucieństwo.

W tym samym duchu krytycy podkreślają absurdalność twierdzenia, jakoby antykoncepcja uczyniła kobietę „przedmiotem użytkowym", twierdząc, że jest dokładnie odwrotnie i że to dzięki antykoncepcji kobieta może przestać być przedmiotem, a może wreszcie być podmiotem relacji, a jej prawa i pozycja socjalna są lepiej chronione . Z badań wynika, że zapewnienie ochrony praw człowieka łączy się ze stosowaniem antykoncepcji dla planowania rodziny .
Krytycy "argumentu z następstwa" mogą też zwrócić uwagę na fakt ignorowania przez protagonistów tego argumentu pozytywnych aspektów stosowania antykoncepcji , m.in.:
- etycznych i zdrowotnych, np.: 
  - zapobieganie niechcianych ciąż i, w konsekwencji, możliwych aborcji
  - zapobieganie rozprzestrzeniania chorób przenoszonych drogą płciową, w tym AIDS
  - zmniejszenie prawdopodobieństwa zachorowania na raka
- społecznych i rodzinnych, np.: 
  - ochrona praw kobiet i równouprawnienia płci
  - umożliwienie skutecznego planowania rodziny
  - polepszenie relacji małżeńskich
- demograficznych, np. 
  - zapewnienie lepszej kontroli nad tempem wzrostu populacji, co przekłada się na poprawę warunków bytowych, redukcję ubóstwa i lepszą ochronę środowiska)

## Odpowiedź na krytykę
Zwolennicy argumentu z następstw odpowiadają na wyniki badań ustalające ryzyko działań niepożądanych metod antykoncepcyjnych jako niewielkie, zwracając uwagę na pewną cechę statystyki. Otóż ma ona zastosowanie jedynie do dużych grup, a nie do konkretnych osób. Nie odpowie ona na pytanie, czy ta konkretna pacjentka doświadczy działania niepożądanego. Nawet przy bardzo małym prawdopodobieństwie może się to zdarzyć. Zawsze pozostaje pewien stopień niepewności i do niego właśnie odwołują się przeciwnicy antykoncepcji.